# 姜信一
姜信一（1960年11月26日—），韓國男演員，常見錯譯為姜信日。

## 演出作品

### 電視劇

#### 2000年代
- 2004年：SBS《陽光照射》
- 2004年：KBS《OH!必勝奉順英》
- 2005年：SBS《綠薔薇》飾演 趙搜査官
- 2005年：KBS《復活》飾演 徐材洙
- 2006年：SBS《戀愛時代》飾演 相親男
- 2006年：KBS《你好，上帝》
- 2006年：OCN《Someday》
- 2007年：tvN《新人魚故事》
- 2007年：KBS《為尋花而來》
- 2007年：SBS《黃金新娘》飾演 姜溫南
- 2009年：tvN《刑警Mr.LEE》飾演 姜科張
- 2009年：MBC《一枝梅歸來》
- 2009年：MBC《向大地頭球》

#### 2010年代
- 2010年：MBC《個人取向》飾演 朴哲漢
- 2010年：KBS《國家的呼喚》
- 2010年：MBC《金首露》飾演 善道
- 2010年：KBS《總統》飾演 李治修
- 2011年：MBC《夥伴》飾演 成守昌
- 2011年：SBS《對我說謊試試》飾演 孔俊浩（雅貞父）
- 2011年：JTBC《發酵家族》飾演 李基燦
- 2012年：MBC《武神》
- 2012年：SBS《追擊者 THE CHASER》飾演 黃班長
- 2012年：tvN《玻璃假面》飾演 姜仁哲
- 2013年：JTBC《荊棘花》飾演 全仁哲
- 2013年：MBC《當男人戀愛時》飾演 徐景旭（美陶父）
- 2013年：KBS《秘密》飾演 安仁奐（道勳父）
- 2013年：SBS《熱愛》飾演 韓成福
- 2013年：KBS《Drama Special—不速之客》
- 2014年：tvN《急診男女》飾演 吳太錫
- 2014年：SBS《神的禮物—14天》飾演 金南俊
- 2014年：MBC《Triangle》飾演 黃政滿
- 2014年：OCN《壞小子們》飾演 南邱賢
- 2014年：SBS《皮諾丘》飾演 李勇卓
- 2015年：KBS《全都會好的》飾演 琴萬壽
- 2016年：KBS《太陽的後裔》飾演 尹吉俊
- 2016年：tvN《記憶》飾演 金善浩
- 2016年：KBS《鄰家律師趙德浩》飾演 張信祐
- 2016年：MBC《重新開始》飾演 羅峰日
- 2017年：SBS《悄悄話》飾演 申昌浩
- 2017年：JTBC《秘行要員》飾演 任錫勳
- 2017年：KBS《七日的王妃》飾演 任士洪
- 2018年：tvN《Live》第二集 特別出演
- 2018年：JTBC《Sketch》飾演 文在賢
- 2018年：tvN《陽光先生》飾演 李正文
- 2018年：KBS《讓開，命運啊》飾演 許青山
- 2019年：KBS《監獄醫生》飾演 金相春

#### 2020年代
- 2020年：JTBC《天氣好的話，我會去找你》飾演 林鐘必
- 2020年：KBS《危險的約定》飾演 姜日燮
- 2020年：KBS2《靈魂維修工》飾演 高相模
- 2021年：KBS2《警察課程》飾演 徐尚學
- 2021年：OCN《Chimera》飾演 韓柱碩
- 2022年：KBS2《红丹心》飾演 辛奇元
- 2023年：MBC《朝鮮律師》飾演 里長（特別出演）
- 2023年：MBC《Numbers：大廈之林的監視者們》飾演 陳泰洙
- 2023年：KBS《高麗契丹戰爭》飾演 津寬師父（特別出演）
- 2023年：ENA《跟我說愛我》 飾演 鄭志坪
- 2024年：KBS《幻像戀歌》飾演 陳武達
- 2024年：SBS《來自地獄的法官》飾演 元昌宣
- 2025年：tvN《機智住院醫生生活》飾演 林東柱（特別出演）

### 電影
- 1988年：《七秀與萬秀》
- 1999年：《傲氣蓋天》
- 2001年：《朋友》
- 2002年：《人民公敵》
- 2002年：《光復節特赦》
- 2003年：《淸風明月》
- 2003年：《千年湖》
- 2003年：《實尾島風雲》
- 2004年：《黎明殺機》
- 2005年：《人民公敵2》
- 2005年：《臥底流氓》
- 2006年：《相思光年》
- 2006年：《韓半島》
- 2006年：《我們的幸福時光》
- 2007年：《恐懼黑屋》
- 2008年：《人民公敵3》
- 2009年：《我的特務女友》
- 2009年：《我的愛在我身邊》
- 2009年：《三角》
- 2010年：《青苔：死亡異域》
- 2011年：《心跳》
- 2011年：《棒球之愛》
- 2011年：《看不見的愛》
- 2012年：《鐵線蟲》
- 2013年：《傳說的拳頭》
- 2013年：《天安艦計劃》
- 2013年：《共犯》
- 2016年：《潘朵拉》
- 2017年：《The Prison》
- 2019年：《黑錢（朝鲜语：블랙머니 (영화)）》飾演 張調查官
- 2019年：《家的故事（朝鲜语：집 이야기）》飾演 進哲
- 2022年：《想见你父母》饰演 校长
- 2024年：《1980》[2]
- 2024年：《结婚，你愿意吗？》饰演 韩哲久[3]

## 外部連結
- 姜信一在NAVER上的资料
- 姜信一在韩国电影数据库（KMDb）上的資料（韓語）
- 姜信一在豆瓣上的资料（简体中文）